# Z 50000
Z 50000 — современный французский электропоезд производства канадской фирмы Bombardier. Производятся с 2009 года. По состоянию на 6 января 2012 года эксплуатируется 41 из 192 заказанных поездов. Эксплуатируется только на линии Transilien H.
Отличительной чертой поезда являются выдвижные мостики для инвалидов.